# Sergéi Besónov
Serguéi Alekséyevich Besónov (ruso: Сергей Алексеевич Бессонов; Kirzhach [Киржач], Gubernia de Vladímir, 6 de agosto de 1892-Oriol, 11 de septiembre de 1941) fue un político soviético afectado por la Gran Purga de Stalin en el proceso denominado Juicio de los Veintiuno.

## Biografía
Inicia su carrera revolucionaria en 1911 como miembro de la organización internacional de jóvenes socialistas y cursa estudios en el seminario de Vladímir en 1912, en la Universidad de Ginebra (Suiza) en 1914. A su regreso es detenido en Rusia y enviado a Vólogda.

## Revolución y Guerra Civil
En 1915 entre en el ejército con ocasión de la Primera Guerra Mundial, convirtiéndose en 1917 en presidente del Soviet del Regimiento, y en 1918 es miembro del Comité Ejecutivo del Soviet de Trabajadores y Campesinos de la Gubernia de Vólogda y en el Comité provincial del Partido Obrero Socialdemócrata de Rusia.
En 1919 entra como voluntario al ejército Rojo, ingresando en el partido bolchevique en 1920.

## Postguerra
Después de la guerra se gradúa en el Instituto de Catedráticos Rojos de Moscú en 1924, y es nombrado rector de la Universidad de los Urales hasta 1925, y entre 1925 y 1927 rector del Instituto Politécnico Ural.
Contribuyó al engrandecimiento del Instituto de Altos Estudios de Sverdlovsk, donde impartió el curso de “Capitalismo y revolución proletaria”.
Elaboró textos doctrinales sobre el papel de la ciencia y el socialismo, y las vías de construcción del socialismo en la URSS, enfrentándose a las tesis de Trotski y Nikolái Bujarin.
Desde 1930 desempeña labores diplomáticas, siendo miembro del consejo asesor de comercio en Alemania, trasladándose en 1932 a Inglaterra como segundo del representante soviético de comercio, volviendo nuevamente a Alemania en 1933 para desempeñar el cargo de agregado comercial en la embajada soviética en Alemania, coincidiendo con Nikolái Krestinski.

## Detención y juicio
Es detenido y juzgado en el Colegio Militar de la Corte Suprema de la URSS entre el 2 y 13 de marzo de 1938 junto a eminentes figuras bolcheviques como Alekséi Rýkov, Nikolái Bujarin, Nikolái Krestinski y Christian Rakovski, así como también el ejecutor de las anteriores purgas Génrij Yagoda, y otros acusados en el proceso que fue conocido como Juicio de los Veintiuno o Tercer Juicio de Moscú, aunque oficialmente denominado “Proceso del Bloque Trotskista-Derechista” (делo право-троцкистского блока).
Estos eran antiguos líderes soviéticos que eran, o ser presumían que eran, enemigos de Stalin, a los que se acusó de oponerse a las políticas de rápida industrialización, colectivización forzada y planeamiento centralizado, así como cargos de espionaje internacional, intento de derribar a la Unión Soviética, y planear la eliminación de los líderes soviéticos.

## Condena
Besónov se salvó de una inmediata ejecución, “al no asumir una participación directa en la organización terrorista y desviacionista – acciones dolosas”, y es condenado 15 años de reclusión. Junto a Besónov evitaron la condena de pena de muerte Dmitri Pletniov y Christian Rakovski, pero solo fue posponer la ejecución, ya que fueron fusilados el 11 de septiembre de 1941 en el bosque de Medvédev, en las cercanías de Oriol, junto con otros 154 prisioneros políticos, con ocasión de la aproximación de las tropas hitlerianas.
Fue rehabilitado en 1966.

## Obras
- Desarrollo de las máquinas. Moscú, 1926.
- Inglaterra moderna. Ekaterimburgo, 1925.